# Brendelburg
Die Brendelburg ist eine abgegangene und überbaute hochmittelalterliche Niederungsburg in Friedrichsdorf nahe dem wüst gefallenen Alt-Dillingen (Tulingen) im Hochtaunuskreis in Hessen. 

## Lage
Die Wasserburg lag 3,5 Kilometer nordöstlich von Bad Homburg vor der Höhe vor dem Südosthang des Taunus im wüst gefallenen Dillingen. Sie soll ihre genaue Lage auf dem ersten Gelände des Instituts Garnier gehabt haben. Dieses lag bei Gründung in der Neugasse, heute Bahnstraße. Die Burg lag westlich des im 16. Jahrhundert wüst gefallenen Dorfes Alt-Dillingen (Tulingen) zwischen Friedrichsdorf und Seulberg, östlich der Hugenottenstraße, die im beginnenden 18. Jahrhundert der Ursprung von Friedrichsdorf war.

## Geschichte
Über die Erbauung und Erstbesitzer der Burg liegen keinerlei urkundliche Nachrichten vor. 1192 wird der Ort Dillungen urkundlich, als ein Friedrich von Dillingen einen Vertrag bezeugte, mit dem Gottfried von Eppstein Burgrechte kaufte. Ab 1229 folgten Erwähnungen als Tullingen, Dollingen und Dullingen, ab 1531 wurde Dillingen verwendet. Bereits im 16. Jahrhundert wurde der Ort Dillingen als Wüstung bezeichnet. Die Brendelburg befand sich nur wenige Dutzend Meter westlich des abgegangenen Ortes. Im 15. und 16. Jahrhundert soll die Burg im Besitz der Ritterfamilie Brendel von Homburg (Hoenberg) gewesen sein, die auch Burgmänner auf der nahen Homburg stellte. Wann und warum die Burg abgegangen ist oder zerstört wurde, ist nicht bekannt, aber ein enger Zusammenhang mit dem wüst gefallenen Ort kann angenommen werden.

## Beschreibung
Die Burg wird als quadratische Anlage, befestigt mit vier Ecktürmen beschrieben. Die Annahme geht vermutlich auf eine Flurkarte von 1715 zurück, in der die Seulberger Mark beschrieben wird und die Anlage zwischen Wüstung Dillingen und Friedrichsdorf noch verzeichnet ist.

## Sonstiges
Im historischen Roman „Der Fluch des Bierzauberers“ wird die Brendelburg zu Zeiten des Dreißigjährigen Krieges und der Pest als Rückzugsort des „Bierprinzen“ Friedrich II. von Hessen-Homburg beschrieben. Die Burgbeschreibungen haben jedoch keine historische Grundlage.